# Albums québécois les plus vendus
Voici une liste des meilleures ventes d'albums musicaux d'artistes québécois ou franco-canadiens du Canada. Les albums peuvent être francophones, anglophones ou en toute autre langue, pourvu que l'artiste soit franco-canadien ou québécois. Les listes des albums suivants sont classées selon leur niveau de certification respectif non des ventes exactes.   

## Certification des albums
Au Canada, les récompenses sont certifiées par Music Canada depuis 1975. Le 1er mai 2008, les seuils ont été modifiés pour refléter la baisse du marché du disque.  
|                       | Or     | Platine | 2x Platine | 3x Platine | 4x Platine | 5x Platine | 6x Platine | 7x Platine | 8x Platine | 9x Platine | Diamant   | 2x Diamant |
| --------------------- | ------ | ------- | ---------- | ---------- | ---------- | ---------- | ---------- | ---------- | ---------- | ---------- | --------- | ---------- |
| Avant le 1er mai 2008 | 50 000 | 100 000 | 200 000    | 300 000    | 400 000    | 500 000    | 600 000    | 700 000    | 800 000    | 900 000    | 1 000 000 | 2 000 000  |
| Après le 1er mai 2008 | 40 000 | 80 000  | 160 000    | 240 000    | 320 000    | 400 000    | 480 000    | 560 000    | 640 000    | 720 000    | 800 000   | 1 600 000  |

### Certifié diamant
| Album                           | Artiste     | Année de sortie | Année de certification |
| ------------------------------- | ----------- | --------------- | ---------------------- |
| All The Way... A Decade of Song | Céline Dion | 1999            | 2007                   |
| These Are Special Times         | Céline Dion | 1998            | 2007                   |
| Celine Dion                     | Céline Dion | 1992            | 1998                   |
| Let's Talk About Love           | Céline Dion | 1997            | 1997                   |
| Falling into You                | Céline Dion | 1996            | 1996                   |
| The Colour of My Love           | Céline Dion | 1993            | 1994                   |
| Boy in the Box                  | Corey Hart  | 1985            | 1986                   |

### Certifié 7x platine
| Album  | Artiste     | Année de sortie | Année de certification |
| ------ | ----------- | --------------- | ---------------------- |
| D'eux  | Céline Dion | 1995            | 1997                   |
| Unison | Céline Dion | 1990            | 1993                   |

### Certifié 6x platine
| album              | artiste     | année de sortie | année de certification |
| ------------------ | ----------- | --------------- | ---------------------- |
| A New Day Has Come | Céline Dion | 2002            | 2004                   |

### Certifié 5x platine
| Album               | Artiste                       | Année de sortie | Année de certification |
| ------------------- | ----------------------------- | --------------- | ---------------------- |
| Star Académie       | Star Académie                 | 2003            | 2003                   |
| Notre-Dame de Paris | Troupe de Notre-Dame de Paris | 1998            | 2000                   |

### Certifié 4x platine
| Album                          | Artiste      | Année de sortie | Année de certification |
| ------------------------------ | ------------ | --------------- | ---------------------- |
| My love : Essential Collection | Céline Dion  | 2008            | 2021                   |
| L'Heptade                      | Harmonium    | 1976            | 2016                   |
| Loved Me Back to Life          | Céline Dion  | 2013            | 2013                   |
| Taking Chances                 | Céline Dion  | 2007            | 2008                   |
| Still Not Getting Any...       | Simple Plan  | 2004            | 2006                   |
| L'intégrale                    | Beau Dommage | 1991            | 1999                   |
| S'il suffisait d'aimer         | Céline Dion  | 1998            | 1998                   |
| I'll Always Be There           | Roch Voisine | 1993            | 1993                   |

### Certifié 3x platine
| Album                        | Artiste              | Année de sortie | Année de certification |
| ---------------------------- | -------------------- | --------------- | ---------------------- |
| The Suburbs                  | Arcade Fire          |                 | 2022                   |
| Reflektor                    | Arcade Fire          | 2013            | 2014                   |
| Sans attendre                | Céline Dion          | 2012            | 2012                   |
| I Think of You               | Gregory Charles      | 2006            | 2008                   |
| On ne change pas             | Céline Dion          | 2005            | 2006                   |
| Marie-Élaine Thibert         | Marie-Élaine Thibert | 2004            | 2005                   |
| One Heart                    | Céline Dion          | 2003            | 2004                   |
| Seul                         | Garou                | 2000            | 2002                   |
| Grand parleur, petit faiseur | Kevin Parent         | 1998            | 2000                   |
| Pigeon d'argile              | Kevin Parent         | 1996            | 1997                   |
| Beau Dommage (1994)          | Beau Dommage         | 1994            | 1995                   |
| Hélène                       | Roch Voisine         | 1989            | 1992                   |
| Beau Dommage (1974)          | Beau Dommage         | 1974            | 1992                   |
| Rendez-vous doux             | Gerry Boulet         | 1989            | 1990                   |
| First Offense                | Corey Hart           | 1984            | 1985                   |
| Je ne suis qu'une chanson    | Ginette Reno         | 1979            | 1981                   |

### Certifié 2x platine
| Album                                                  | Artiste                                                    | Année de sortie | Année de certification |
| ------------------------------------------------------ | ---------------------------------------------------------- | --------------- | ---------------------- |
| Rêver Mieux                                            | Daniel Bélanger                                            | 2001            | 2021                   |
| Encore un soir                                         | Céline Dion                                                | 2016            | 2016                   |
| Funeral                                                | Arcade Fire                                                | 2004            | 2020                   |
| Gros Mammoth Album                                     | Les Trois Accords                                          | 2003            | 2016                   |
| Silence                                                | Fred Pellerin                                              | 2009            | 2013                   |
| Star Académie 2012                                     | Star Académie                                              | 2012            | 2012                   |
| The Suburbs                                            | Arcade Fire                                                | 2010            | 2011                   |
| Fais-moi la tendresse                                  | Ginette Reno                                               | 2009            | 2010                   |
| Vox Pop                                                | Maxime Landry                                              | 2009            | 2010                   |
| D'elles                                                | Céline Dion                                                | 2007            | 2007                   |
| Duo Dubois                                             | Claude Dubois & artistes variés                            | 2007            | 2007                   |
| En famille                                             | Mes Aïeux                                                  | 2004            | 2006                   |
| La Grand-Messe                                         | Les Cowboys fringants                                      | 2004            | 2006                   |
| Star Académie 2005                                     | Star Académie                                              | 2005            | 2005                   |
| No Pads, No Helmets... Just Balls                      | Simple Plan                                                | 2002            | 2005                   |
| Star Académie 2004                                     | Star Académie                                              | 2004            | 2004                   |
| Wilfrid LeBouthillier                                  | Wilfred LeBouthillier                                      | 2003            | 2004                   |
| Aucun Regret                                           | Mixmania                                                   | 2002            | 2003                   |
| Alegría                                                | Cirque du Soleil                                           | 1994            | 2001                   |
| Un grand Noël d'amour                                  | Ginette Reno                                               | 2000            | 2000                   |
| À l'ombre d'un ange                                    | Éric Lapointe                                              | 1999            | 2000                   |
| En Catimini                                            | La Chicane                                                 | 1998            | 2000                   |
| Miserere                                               | Bruno Pelletier                                            | 1997            | 1999                   |
| Marie Michèle Desrosiers chante les classiques de Noël | Marie Michèle Desrosiers & l'Orchestre Symphonique Tchèque | 1996            | 1999                   |
| Les insomniaques s'amusent                             | Daniel Bélanger                                            | 1992            | 1999                   |
| Obsession                                              | Éric Lapointe                                              | 1994            | 1998                   |
| Y                                                      | Lynda Lemay                                                | 1994            | 1998                   |
| Live à Paris                                           | Céline Dion                                                | 1996            | 1997                   |
| The Other Side                                         | Charlie Major                                              | 1993            | 1996                   |
| Incognito                                              | Céline Dion                                                | 1987            | 1996                   |
| Carpe diem                                             | Lara Fabian                                                | 1994            | 1995                   |
| Dion chante Plamondon                                  | Céline Dion                                                | 1991            | 1994                   |
| Julie Masse                                            | Julie Masse                                                | 1990            | 1994                   |
| Miel et Venin                                          | Marie Carmen                                               | 1992            | 1993                   |
| The Future                                             | Leonard Cohen                                              | 1992            | 1993                   |
| Double                                                 | Roch Voisine                                               | 1990            | 1992                   |
| Tant qu'il y aura des enfants                          | Marjo                                                      | 1990            | 1992                   |
| Kashtin                                                | Kashtin                                                    | 1989            | 1992                   |
| Les BB                                                 | Les BB                                                     | 1989            | 1991                   |
| Un trou dans les nuages                                | Michel Rivard                                              | 1987            | 1991                   |
| René-Nathalie Simard                                   | René Simard & Nathalie Simard                              | 1988            | 1989                   |
| Quand On est En Amour                                  | Patrick Norman                                             | 1984            | 1987                   |
| Fields of Fire                                         | Corey Hart                                                 | 1986            | 1986                   |
| Aldo Nova                                              | Aldo Nova                                                  | 1982            | 1982                   |
| Libre                                                  | Angèle Arsenault                                           | 1977            | 1979                   |
| Neiges                                                 | André Gagnon                                               | 1975            | 1978                   |

### Certifié platine
| Album                                            | Artiste                                            | Année de sortie | Année de certification |
| ------------------------------------------------ | -------------------------------------------------- | --------------- | ---------------------- |
| Everything now                                   | Arcade Fire                                        |                 | 2022                   |
| Pheonix                                          | Charlotte Cardin                                   |                 | 2022                   |
| Le treizième étage                               | Louis-Jean Cormier                                 | 2012            | 2020                   |
| Inscape                                          | Alexandra Stéliski                                 |                 | 2020                   |
| Courage                                          | Céline Dion                                        | 2019            | 2021                   |
| Histoires sans paroles : Harmonium symphonique   | Harmonium et l'Orchestre symphonique de Montréal   |                 | 2021                   |
| Le poids des confettis                           | Les Sœurs Boulay                                   | 2013            | 2020                   |
| À jamais                                         | Ginette Reno                                       | 2018            | 2019                   |
| Roses                                            | Coeur de Pirate                                    | 2014            | 2018                   |
| Everything Now                                   | Arcade Fire                                        | 2017            | 2017                   |
| You Want It Darker                               | Leonard Cohen                                      | 2016            | 2017                   |
| La Voix IV                                       | La Voix                                            | 2016            | 2016                   |
| Nous autres                                      | 2Frères                                            | 2015            | 2016                   |
| Dark Eyes                                        | Half Moon Run                                      | 2012            | 2016                   |
| À Paradis City                                   | Jean Leloup                                        | 2015            | 2015                   |
| Yoan                                             | Yoan Garneau                                       | 2015            | 2015                   |
| Plus tard qu'on pense                            | Fred Pellerin                                      | 2014            | 2015                   |
| Popular Problems                                 | Leonard Cohen                                      | 2014            | 2015                   |
| Blonde                                           | Cœur de Pirate                                     | 2011            | 2015                   |
| Serge Fiori                                      | Serge Fiori                                        | 2014            | 2014                   |
| Where I Belong                                   | Bobby Bazini                                       | 2014            | 2014                   |
| Nikki                                            | Nikki Yanofsky                                     | 2010            | 2014                   |
| Lisa Leblanc                                     | Lisa Leblanc                                       | 2012            | 2013                   |
| Mes amours, mes amis                             | Paul Daraîche                                      | 2012            | 2013                   |
| Miroir                                           | Marie-Mai                                          | 2012            | 2013                   |
| C'est un monde                                   | Fred Pellerin                                      | 2011            | 2013                   |
| Old Ideas                                        | Leonard Cohen                                      | 2012            | 2012                   |
| Star Académie Noël                               | Star Académie                                      | 2012            | 2012                   |
| La Musique en Moi                                | Ginette Reno                                       | 2011            | 2012                   |
| Je Suis un Chanteur                              | Mario Pelchat                                      | 1982            | 2012                   |
| L'avenir entre nous                              | Maxime Landry                                      | 2011            | 2011                   |
| 40 ans de Chansons, 40 Stars à l'Unisson         | artistes variés                                    | 2010            | 2011                   |
| Le monde tourne fort                             | Vincent Vallières                                  | 2009            | 2011                   |
| Better in Time                                   | Bobby Bazini                                       | 2010            | 2010                   |
| Les Grands Classiques d'Edgar: La Musique Sacrée | Edgar Fruitier                                     | 2009            | 2010                   |
| Américana                                        | Roch Voisine                                       | 2008            | 2010                   |
| Cœur de Pirate                                   | Cœur de Pirate                                     | 2008            | 2010                   |
| Live in London                                   | Leonard Cohen                                      | 2009            | 2009                   |
| Star Académie 2009                               | Star Académie                                      | 2009            | 2009                   |
| La Ligne Orange                                  | Mes Aïeux                                          | 2008            | 2009                   |
| Lost in the 80's                                 | The Lost Fingers                                   | 2008            | 2008                   |
| Simple Plan                                      | Simple Plan                                        | 2008            | 2008                   |
| Un Jour Noël                                     | Marie-Élaine Thibert                               | 2008            | 2008                   |
| 70's volume 2                                    | Sylvain Cossette                                   | 2008            | 2008                   |
| L'album du Peuple - Tome 7                       | François Pérusse                                   | 2007            | 2008                   |
| Smile                                            | Ima                                                | 2007            | 2008                   |
| 70's                                             | Sylvain Cossette                                   | 2007            | 2008                   |
| Comme ça                                         | Marie-Élaine Thibert                               | 2007            | 2007                   |
| De retour à la source                            | Isabelle Boulay                                    | 2007            | 2007                   |
| Me, Myself & Us                                  | Pascale Picard Band                                | 2007            | 2007                   |
| Tire-toi une bûche                               | Mes Aïeux                                          | 2006            | 2007                   |
| La Forêt des mal-aimés                           | Pierre Lapointe                                    | 2006            | 2006                   |
| Quand je ferme les yeux                          | Annie Villeneuve                                   | 2005            | 2006                   |
| Nulle part ailleurs                              | Kaïn                                               | 2004            | 2006                   |
| Pierre Lapointe                                  | Pierre Lapointe                                    | 2004            | 2006                   |
| Non négociable                                   | Marie-Chantal Toupin                               | 2005            | 2005                   |
| Écoute-moi Donc                                  | Dany Bédar                                         | 2004            | 2005                   |
| Funeral                                          | Arcade Fire                                        | 2004            | 2005                   |
| Noël avec Jireh Gospel Choir                     | Mario Pelchat & Jireh Gospel Choir                 | 2004            | 2005                   |
| Aquanaute                                        | Ariane Moffatt                                     | 2002            | 2005                   |
| La Vallée des réputations                        | Jean Leloup                                        | 2002            | 2005                   |
| Parce qu'on vient de loin                        | Corneille                                          | 2002            | 2005                   |
| Coupable                                         | Éric Lapointe                                      | 2004            | 2004                   |
| J't'aime Tout Court                              | Nicola Ciccone                                     | 2004            | 2004                   |
| Maudit Bordel                                    | Marie-Chantal Toupin                               | 2003            | 2004                   |
| Break syndical                                   | Les Cowboys fringants                              | 2002            | 2004                   |
| Fruit de ma Récente Nuit Blanche                 | Dany Bédar                                         | 2002            | 2004                   |
| La Llorona                                       | Lhasa                                              | 1998            | 2004                   |
| Concert de Noël                                  | Bruno Pelletier                                    | 2003            | 2003                   |
| L'Album pirate                                   | François Pérusse                                   | 2002            | 2003                   |
| Adrénaline                                       | Éric Lapointe                                      | 2002            | 2002                   |
| Les vents ont changé                             | Kevin Parent                                       | 2001            | 2002                   |
| Rendez-vous                                      | Sylvain Cossette                                   | 2001            | 2002                   |
| Rêver mieux                                      | Daniel Bélanger                                    | 2001            | 2002                   |
| Disparu                                          | La Chicane                                         | 2000            | 2002                   |
| Et cetera                                        | Gabrielle Destroismaisons                          | 2000            | 2002                   |
| Dix milles matins                                | Daniel Boucher                                     | 1999            | 2002                   |
| Jusqu'aux p'tites heures                         | La Bottine souriante                               | 1991            | 2002                   |
| Tout comme au jour de l'An                       | La Bottine souriante                               | 1987            | 2002                   |
| Ten New Songs                                    | Leonard Cohen                                      | 2001            | 2001                   |
| Inspiration classique                            | Richard Abel                                       | 2000            | 2001                   |
| Les Fourmis                                      | Jean Leloup                                        | 1998            | 2000                   |
| États d'amour                                    | Isabelle Boulay                                    | 1998            | 1999                   |
| Okoumé                                           | Okoumé                                             | 1997            | 1999                   |
| L'Un et l'Autre                                  | Paul Piché                                         | 1996            | 1999                   |
| Dehors novembre                                  | Les Colocs                                         | 1998            | 1998                   |
| La Force de comprendre                           | Dubmatique                                         | 1997            | 1998                   |
| Blanc                                            | Sylvain Cossette                                   | 1996            | 1998                   |
| Le Dôme                                          | Jean Leloup                                        | 1996            | 1998                   |
| Corey Hart                                       | Corey Hart                                         | 1996            | 1997                   |
| Invitez les vautours                             | Éric Lapointe                                      | 1996            | 1997                   |
| Luce Dufault                                     | Luce Dufault                                       | 1996            | 1997                   |
| La Mistrine                                      | La Bottine souriante                               | 1994            | 1997                   |
| Tu m'aimes-tu ?                                  | Richard Desjardins                                 | 1990            | 1997                   |
| Kissing Rain                                     | Roch Voisine                                       | 1996            | 1996                   |
| L'album du Peuple - Tome 5: La Poursuite         | François Pérusse                                   | 1996            | 1996                   |
| L'Heure JMP                                      | Mercedez Band                                      | 1996            | 1996                   |
| Pure                                             | Lara Fabian                                        | 1996            | 1996                   |
| Quatre saisons dans le désordre                  | Daniel Bélanger                                    | 1996            | 1996                   |
| Lucky Man                                        | Charlie Major                                      | 1995            | 1996                   |
| Pour Le Plaisir - Vol. 1                         | Richard Abel                                       | 1994            | 1996                   |
| Bohémienne                                       | Marjo                                              | 1995            | 1995                   |
| L'album du Peuple - Tome 4: La Finale            | François Pérusse                                   | 1995            | 1995                   |
| L'album du Peuple - Tome 1                       | François Pérusse                                   | 1991            | 1995                   |
| À l'Olympia                                      | Céline Dion                                        | 1994            | 1994                   |
| Coup de tête                                     | Roch Voisine                                       | 1994            | 1994                   |
| L'album du Peuple - Tome 3                       | François Pérusse                                   | 1994            | 1994                   |
| Corridors                                        | Laurence Jalbert                                   | 1993            | 1994                   |
| Innu                                             | Kashtin                                            | 1991            | 1994                   |
| Mario Pelchat                                    | Mario Pelchat                                      | 1989            | 1994                   |
| À contre-jour                                    | Julie Masse                                        | 1992            | 1993                   |
| Noël                                             | André Gagnon                                       | 1992            | 1993                   |
| L'essentiel                                      | Ginette Reno                                       | 1991            | 1993                   |
| L'album du Peuple - Tome 2                       | François Pérusse                                   | 1992            | 1992                   |
| Racine                                           | Sass Jordan                                        | 1992            | 1992                   |
| Aux portes du matin                              | Richard Séguin                                     | 1991            | 1992                   |
| Snob                                             | Les BB                                             | 1991            | 1992                   |
| Sainte Nuit                                      | Johanne Blouin                                     | 1990            | 1991                   |
| Sauvez mon âme                                   | Luc De Larochellière                               | 1990            | 1991                   |
| Vivre dans la Nuit                               | Nuance                                             | 1988            | 1991                   |
| Over 60 Minites with Luba                        | Luba                                               | 1987            | 1991                   |
| Laurence Jalbert                                 | Laurence Jalbert                                   | 1990            | 1990                   |
| All or Nothing                                   | Luba                                               | 1989            | 1990                   |
| Johanne Blouin                                   | Johanne Blouin                                     | 1989            | 1990                   |
| Sur le chemin des incendies                      | Paul Piché                                         | 1988            | 1990                   |
| Soyons heureux                                   | Patrick Norman                                     | 1989            | 1989                   |
| El Mundo                                         | Mitsou                                             | 1988            | 1989                   |
| Journée d'Amérique                               | Richard Séguin                                     | 1988            | 1989                   |
| Tell Somebody                                    | Sass Jordan                                        | 1988            | 1989                   |
| Merci Félix                                      | Johanne Blouin                                     | 1988            | 1988                   |
| Ne m'en veux pas                                 | Ginette Reno                                       | 1988            | 1988                   |
| Young Man Running                                | Corey Hart                                         | 1988            | 1988                   |
| Pop Goes The World                               | Men Without Hats                                   | 1987            | 1988                   |
| Et le Party Continue                             | Édith Butler                                       | 1986            | 1988                   |
| Le Party d'Édith                                 | Édith Butler                                       | 1985            | 1988                   |
| Tension Attention                                | Daniel Lavoie                                      | 1983            | 1988                   |
| Closer Together                                  | The Box                                            | 1987            | 1987                   |
| Between the Earth & Sky                          | Luba                                               | 1986            | 1987                   |
| Le Noël de Canelle et Pruneau                    | Passe-Partout                                      | 1986            | 1987                   |
| Black Cars                                       | Gino Vannelli                                      | 1985            | 1985                   |
| Ravel: Boléro                                    | Orchestre symphonique de Montréal & Charles Dutoit | 1983            | 1985                   |
| Ginette Reno                                     | Ginette Reno                                       | 1983            | 1984                   |
| Nathalie Chante pour Ses Amis                    | Nathalie Simard                                    | 1980            | 1984                   |
| Joyeux Noël... Nathalie                          | Nathalie Simard                                    | 1979            | 1984                   |
| Rhythm of Youth                                  | Men Without Hats                                   | 1982            | 1983                   |
| Tellement j'ai d'amour…                          | Céline Dion                                        | 1982            | 1983                   |
| Sortie Dubois                                    | Claude Dubois                                      | 1982            | 1982                   |
| J'suis Ton Amie                                  | Chantal Pary                                       | 1981            | 1982                   |
| La Rentrée... Nathalie                           | Nathalie Simard                                    | 1981            | 1982                   |
| Passe-Partout Vol.1                              | Passe-Partout                                      | 1980            | 1981                   |
| En flèche                                        | Diane Tell                                         | 1980            | 1981                   |
| À qui appartient l'beau temps?                   | Paul Piché                                         | 1977            | 1981                   |
| 1 fois 5                                         | Artistes variés                                    | 1976            | 1979                   |
| Si on avait besoin d'une cinquième saison        | Harmonium                                          | 1975            | 1979                   |
| Harmonium                                        | Harmonium                                          | 1974            | 1979                   |
| Brother to Brother                               | Gino Vannelli                                      | 1978            | 1978                   |
| Le Saint-Laurent                                 | André Gagnon                                       | 1978            | 1978                   |
| Games of the XXI Olypiad                         | Artistes variés                                    | 1976            | 1976                   |
| Où est passée la noce ?                          | Beau Dommage                                       | 1975            | 1976                   |

### Certifié or
| Album                                                       | Artiste                                 | Année de sortie | Année de certification |
| ----------------------------------------------------------- | --------------------------------------- | --------------- | ---------------------- |
| Survivant                                                   | Souldia                                 | 2018            | 2024                   |
| Perfecto                                                    | Bleu Jeans Bleu                         | 2019            | 2024                   |
| 99 Nights                                                   | Charlotte Cardin                        | 2023            | 2023                   |
| Homme autonome                                              | Damien Robitaille                       | 2009            | 2023                   |
| C'est tout moi                                              | Ginette Reno                            | 2023            | 2023                   |
| Gin à l'eau salée                                           | Salebarbes                              | 2021            | 2023                   |
| Live au Pas Perdu                                           | Salebarbes                              | 2019            | 2023                   |
| Almanach                                                    | Patrice Michaud                         | 2017            | 2022                   |
| Acrophobie                                                  | Roxane Bruneau                          | 2020            | 2021                   |
| Pianoscope                                                  | Alexandra Stéliski                      | 2010            | 2021                   |
| Le feu de chaque jour                                       | Patrice Michaud                         | 2014            | 2021                   |
| Fox                                                         | Karim Ouellet                           | 2012            | 2021                   |
| Les barbes de séries                                        | Bob Bissonnette                         | 2012            | 2021                   |
| Recrue de l'année                                           | Bob Bissonnette                         | 2010            | 2021                   |
| 4488 de l'Amour                                             | Les Sœurs Boulay                        | 2015            | 2020                   |
| Dysphorie                                                   | Roxane Bruneau                          | 2017            | 2019                   |
| Rites de passage                                            | Émile Bilodeau                          | 2016            | 2019                   |
| INSCAPE                                                     | Alexandra Stréliski                     | 2018            | 2019                   |
| La vie qu'il nous reste                                     | Marc Dupré                              | 2017            | 2019                   |
| Une année record                                            | Loud                                    | 2017            | 2019                   |
| La Voix 2019                                                | Artistes variés                         | 2019            | 2019                   |
| Délivrance                                                  | Éric Lapointe                           | 2018            | 2018                   |
| Après                                                       | Fred Pellerin                           | 2018            | 2018                   |
| Solitudes                                                   | Matt Holubowski                         | 2016            | 2018                   |
| La route                                                    | 2Frères                                 | 2017            | 2018                   |
| Main Girl EP                                                | Charlotte Cardin                        | 2017            | 2018                   |
| Big Boy EP                                                  | Charlotte Cardin                        | 2016            | 2018                   |
| No. 2                                                       | Bernard Adamus                          | 2012            | 2018                   |
| Agnus Dei                                                   | Mario Pelchat Présente: Les Prêtres     | 2017            | 2017                   |
| La Voix V                                                   | Artistes variés                         | 2017            | 2017                   |
| Noël Ensemble                                               | Mario Pelchat Présente: Les Prêtes      | 2017            | 2017                   |
| Octobre                                                     | Les Cowboys Fringants                   | 2016            | 2017                   |
| Summer is Gone                                              | Bobby Bazini                            | 2016            | 2017                   |
| Seul au Piano                                               | Pierre Lapointe                         | 2011            | 2017                   |
| Les Grandes Artères                                         | Louis-Jean Cormier                      | 2015            | 2016                   |
| Sun Leads Me On                                             | Half Moon Run                           | 2015            | 2016                   |
| Forever Gentlemen                                           | Artistes variés                         | 2015            | 2015                   |
| Et Maintenant... Bécaud                                     | Mario Pelchat                           | 2015            | 2015                   |
| La Guerre des Tuques 3D: La Trame Sonore                    | Artistes variés                         | 2015            | 2015                   |
| Laisse-Moi te Dire                                          | Paul Daraîche                           | 2015            | 2015                   |
| Patsy Cline                                                 | Brigitte Boisjoli                       | 2015            | 2015                   |
| Talk to Me                                                  | Kevin Bazinet                           | 2015            | 2015                   |
| Là Dans Ma Tête                                             | Marc Dupré                              | 2014            | 2015                   |
| Little Secret                                               | Nikki Yanofsky                          | 2014            | 2015                   |
| Merci Serge Reggiani                                        | Isabelle Boulay                         | 2014            | 2015                   |
| On a Tous Quelques Choses de Sweet Peoples                  | Artistes variés                         | 2014            | 2015                   |
| Fabriquer l'Aube                                            | Vincent Vallières                       | 2013            | 2015                   |
| La Voix II                                                  | Artistes variés                         | 2014            | 2014                   |
| M                                                           | Marie-Mai                               | 2014            | 2014                   |
| Si Tel Est ton Désir                                        | Jean-Marc Couture                       | 2013            | 2014                   |
| Le Volume du Vent                                           | Karkwa                                  | 2008            | 2014                   |
| Ces Noël d'Autrefois                                        | Paul Daraîche                           | 2013            | 2013                   |
| Noël à Deux                                                 | Jean-François Breau & Marie-Ève Janvier | 2013            | 2013                   |
| Noël Blanc                                                  | Maxime Landry                           | 2013            | 2013                   |
| Le Treizième Étage                                          | Louis-Jean Cormier                      | 2012            | 2013                   |
| MA                                                          | Ariane Moffatt                          | 2012            | 2013                   |
| Brun                                                        | Bernard Adamus                          | 2009            | 2013                   |
| Fred et Nicolas Pellerin                                    | Fred et Nicolas Pellerin                | 2007            | 2013                   |
| Adventures in Your Own Backyard                             | Patrick Watson                          | 2012            | 2012                   |
| Like a Man                                                  | Adam Cohen                              | 2012            | 2012                   |
| Silence On Joue!                                            | Angèle Dubeau & La Pieta                | 2012            | 2012                   |
| Que du vent                                                 | Les Cowboys fringants                   | 2011            | 2012                   |
| À Napoli                                                    | Marc Hervieux                           | 2011            | 2012                   |
| Dans le Silence de la Nuit                                  | André Gagnon                            | 2011            | 2012                   |
| La Vie à Deux                                               | Jean-François Breau & Marie-Ève Janvier | 2011            | 2012                   |
| Les Grands Espaces                                          | Isabelle Boulay                         | 2011            | 2012                   |
| 75 ans 75 chansons                                          | artistes variés                         | 2011            | 2012                   |
| Le Premier Noël                                             | Marc Hervieux                           | 2009            | 2012                   |
| Wooden Arms                                                 | Patrick Watson                          | 2009            | 2012                   |
| Get Your Heart On!                                          | Simple Plan                             | 2011            | 2011                   |
| L'Existoire                                                 | Richard Desjardins                      | 2011            | 2011                   |
| Les Chemins de Verre                                        | Karkwa                                  | 2011            | 2011                   |
| Mixmania 2                                                  | Mixmania 2                              | 2011            | 2011                   |
| Noël                                                        | Nadja                                   | 2011            | 2011                   |
| Christmas Dreaming                                          | Susie Arioli                            | 2010            | 2011                   |
| Havana Angels                                               | Florence K                              | 2010            | 2011                   |
| Les Chemins Ombragés                                        | André Gagnon                            | 2010            | 2011                   |
| Trauma: Chansons de la Série Télé                           | Ariane Moffatt                          | 2010            | 2011                   |
| 12 Hommes Rapaillés chantent Gaston Miron                   | artistes variés                         | 2010            | 2011                   |
| Beast                                                       | Beast                                   | 2008            | 2011                   |
| Speak Your Mind                                             | Ian Kelly                               | 2008            | 2011                   |
| Noël Chez Moi                                               | Annie Villeneuve                        | 2010            | 2010                   |
| Retrouvailles                                               | Gilles Vigneault & artistes variés      | 2010            | 2010                   |
| Un Pied à Terre                                             | William Deslauriers                     | 2010            | 2010                   |
| 70s volume 3                                                | Sylvain Cossette                        | 2010            | 2010                   |
| Chansons Pour les Mois d'Hiver                              | Isabelle Boulay                         | 2009            | 2010                   |
| Donner Pour Donner                                          | Jean-François Breau & Marie-Ève Janvier | 2009            | 2010                   |
| Nous                                                        | Daniel Bélanger                         | 2009            | 2010                   |
| A la Vida                                                   | Ima                                     | 2009            | 2009                   |
| Ailleurs - Volume 1                                         | Éric Lapointe                           | 2009            | 2009                   |
| L'Album de famille                                          | Beau Dommage                            | 2009            | 2009                   |
| Annie Villeneuve                                            | Annie Villeneuve                        | 2009            | 2009                   |
| Après Nous                                                  | Marc Hervieux                           | 2009            | 2009                   |
| Bijoux de Famille                                           | Jean-Pierre Ferland                     | 2009            | 2009                   |
| Christmas                                                   | Ima                                     | 2009            | 2009                   |
| Noël c'est l'amour                                          | Marie-Chantal Toupin                    | 2009            | 2009                   |
| Mille excuses milady                                        | Jean Leloup                             | 2009            | 2009                   |
| Nadja                                                       | Nadja                                   | 2009            | 2009                   |
| Rendez-Vous Rose                                            | The Lost Fingers                        | 2009            | 2009                   |
| Sentiments Humains                                          | Pierre Lapointe                         | 2009            | 2009                   |
| La Historia de Lola                                         | Florence K                              | 2008            | 2009                   |
| Nos Lendemains                                              | Isabelle Boulay                         | 2008            | 2009                   |
| Plaisirs de Nous                                            | Patrick Norman                          | 2008            | 2009                   |
| 25 ans de Musique                                           | Richard Abel                            | 2008            | 2009                   |
| Duos de la Tendresse                                        | Dan Bigras                              | 2008            | 2008                   |
| Love at the End of the World                                | Sam Roberts                             | 2008            | 2008                   |
| Piece of My Soul                                            | Garou                                   | 2008            | 2008                   |
| Tous Les Sens                                               | Ariane Moffatt                          | 2008            | 2008                   |
| Dangereuse Attraction                                       | Marie-Mai                               | 2007            | 2008                   |
| Il Tempo                                                    | Michaël                                 | 2007            | 2008                   |
| Les Grands Classiques d'Edgar - Encore Plus                 | Edgar Fruitier                          | 2007            | 2008                   |
| Les Saisons S'Tassent                                       | Kaïn                                    | 2007            | 2008                   |
| De Retour à la Source                                       | Isabelle Boulay                         | 2007            | 2007                   |
| L'Échec du matériel                                         | Daniel Bélanger                         | 2007            | 2007                   |
| Neon Bible                                                  | Arcade Fire                             | 2007            | 2007                   |
| Close to Paradise                                           | Patrick Watson                          | 2006            | 2007                   |
| Grand Champion International de Course                      | Les Trois Accords                       | 2006            | 2007                   |
| Le Monde Où Je Vais                                         | Mario Pelchat                           | 2006            | 2007                   |
| Bossa Blue                                                  | Florence K                              | 2006            | 2006                   |
| Chemical City                                               | Sam Roberts                             | 2006            | 2006                   |
| Le Coeur dans La Tête                                       | Ariane Moffatt                          | 2006            | 2006                   |
| N'importe Qui                                               | Éric Lapointe                           | 2006            | 2006                   |
| Nous Serons Six Milliards                                   | Nicola Ciccone                          | 2006            | 2006                   |
| Quand Le Country dit Bonjour                                | artistes variés                         | 2006            | 2006                   |
| Salut Joe ! Hommage à Joe Dassin                            | artistes variés                         | 2006            | 2006                   |
| Somewhere Else                                              | Eva Avila                               | 2006            | 2006                   |
| Tomorrow Starts Today                                       | Mobile                                  | 2006            | 2006                   |
| Je joue de la guitare 1985-2003                             | Jean Leloup                             | 2005            | 2006                   |
| Le Temps d'une chanson... Le Temps de dire je t'aime Claude | artistes variés                         | 2005            | 2006                   |
| Chill'em All                                                | DJ Champion                             | 2004            | 2006                   |
| Les Matins habitables                                       | Marie-Jo Thério                         | 2004            | 2006                   |
| Simplement                                                  | Patrick Norman                          | 2004            | 2006                   |
| Les Cours des Jours                                         | Dumas                                   | 2003            | 2006                   |
| $ = Bonheur                                                 | Les Respectables                        | 1999            | 2006                   |
| MTV Hard Rock Live                                          | Simple Plan                             | 2005            | 2005                   |
| Amour Oral                                                  | Loco Locass                             | 2004            | 2005                   |
| Gospel Live: Noir & Blanc                                   | Gregory Charles                         | 2004            | 2005                   |
| Jonas                                                       | Jonas                                   | 2004            | 2005                   |
| PS... Tendresse Vol. 1                                      | artistes variés                         | 2004            | 2005                   |
| Entre Les Branches                                          | Mes Aïeux                               | 2001            | 2005                   |
| Ça Parle au Diable                                          | Mes Aïeux                               | 2000            | 2005                   |
| Passe-Partout: 20 ans Ça se Fête                            | Passe-Partout                           | 1995            | 2005                   |
| Boom Desjardins                                             | Boom Desjardins                         | 2004            | 2004                   |
| Le Petit Roi                                                | artistes variés                         | 2004            | 2004                   |
| Ses Plus Grands Succès                                      | Laurence Jalbert                        | 2004            | 2004                   |
| AW                                                          | Andrée Watters                          | 2003            | 2004                   |
| Le Best of Cirque du Soleil                                 | Cirque du Soleil                        | 2003            | 2004                   |
| Le Décor                                                    | Stefie Shock                            | 2003            | 2004                   |
| Ent'Nous Autres                                             | La Chicane                              | 2003            | 2003                   |
| Phénomia9                                                   | Phénomia9                               | 2003            | 2003                   |
| Noël                                                        | Gino Quilico                            | 2002            | 2003                   |
| The Inhuman Collection                                      | Sam Robert                              | 2002            | 2003                   |
| Séraphin : Un Homme et son Péché                            | Michel Cusson                           | 2002            | 2003                   |
| De l'Amour Le Mieux                                         | Natasha St-Pier                         | 2002            | 2002                   |
| Le Lait, Volume 2                                           | artistes variés                         | 2002            | 2002                   |
| Les Lettres Rouges                                          | Lynda Lemay                             | 2002            | 2002                   |
| Le Beat Volume 2                                            | Daniel Desnoyers                        | 2001            | 2002                   |
| 100 Ans de Folklore de Chez Nous Vol. 2                     | artistes variés                         | 2001            | 2002                   |
| Tricycle                                                    | Daniel Bélanger                         | 1999            | 2002                   |
| 100 Ans de Folklore de Chez Nous Vol. 1                     | artistes variés                         | 1999            | 2002                   |
| Le Voyage                                                   | Paul Piché                              | 1999            | 2001                   |
| Seul... Avec Vous                                           | Garou                                   | 2001            | 2001                   |
| L'Escalier                                                  | Paul Piché                              | 1980            | 1983                   |
| Powerful People                                             | Gino Vannelli                           | 1974            | 1976                   |

## Certification des singles

### Certifié 2x platine
| Single                          | Artiste            | Année de sortie | Année de certification |
| ------------------------------- | ------------------ | --------------- | ---------------------- |
| Copilote                        | Fouki et Jay Scott | 2020            | 2024                   |
| Main Girl                       | Charlotte Cardin   | 2017            | 2023                   |
| Confetti                        | Charlotte Cardin   | 2023            | 2023                   |
| Ctrl + Alt + Del                | Rêve               | 2021            | 2023                   |
| Toutes les femmes savent danser | Loud               | 2017            | 2020                   |
|                                 |                    |                 |                        |

### Certifié platine
| Single              | Artiste          | Année de sortie | Année de certification |
| ------------------- | ---------------- | --------------- | ---------------------- |
| Faufile             | Charlotte Cardin | 2017            | 2023                   |
| Anyone who loves me | Charlotte Cardin | 2021            | 2023                   |
| Dirty Dirty         | Charlotte Cardin | 2017            | 2022                   |
| Passive Agressive   | Charlotte Cardin | 2021            | 2022                   |
| Meaningless         | Charlotte Cardin | 2021            | 2022                   |
| Coton ouaté         | Bleu Jeans Bleu  | 2019            | 2022                   |
| Gayé                | Fouki            | 2018            | 2021                   |
| Rebellion (Lies)    | Arcade Fire      | 2004            | 2019                   |
| Wake up             | Arcade Fire      | 2004            | 2019                   |

### Certifié or
| Single                            | Artiste                          | Année de sortie | Année de certification |
| --------------------------------- | -------------------------------- | --------------- | ---------------------- |
| C'est n'importe quoi (oulalala)   | Roxanne Bruneau                  | 2020            | 2024                   |
| Pantera artic cat Triple 800      | Québec Redneck Bluegrass Project | 2016            | 2023                   |
| Tsé quand ça va ben               | Québec Redneck Bleugrass Project | 2013            | 2023                   |
| Sex to me                         | Charlotte Cardin                 | 2021            | 2023                   |
| Getcha                            | Matt Lang                        | 2020            | 2023                   |
| Fille de personne II              | Hubert Lenoir                    | 2018            | 2023                   |
| Lost                              | Jonathan Roy                     | 2021            | 2022                   |
| Lullaby                           | Alicia Moffet                    |                 | 2022                   |
| Double Shifts                     | Charlotte Cardin                 |                 | 2022                   |
| Daddy                             | Charlotte Cardin                 |                 | 2022                   |
| Lendemain                         | Koriass                          |                 | 2022                   |
| Valentina                         | Shouldia                         |                 | 2021                   |
| L'amour                           | Karim Ouellet                    |                 | 2021                   |
| Like it doesn't hurt              | Charlotte Cardin                 |                 | 2021                   |
| Keeping me alive                  | Jonathan Roy                     |                 | 2021                   |
| Going up the coast                | Clay and Friends                 |                 | 2021                   |
| Makeup                            | Fouki                            |                 | 2021                   |
| Le bonheur des autres             | Shouldia                         |                 | 2021                   |
| Médailles                         | Loud                             |                 | 2021                   |
| Jamais de la vie                  | Loud                             |                 | 2021                   |
| Blacklights                       | Koriass                          |                 | 2020                   |
| 56K                               | Loud                             |                 | 2020                   |
| La folle                          | Capitaine Gaza                   |                 | 2020                   |
| Ciel                              | Fouki et Alicia Moffet           |                 | 2020                   |
| Cinq à sept                       | Koriass                          |                 | 2020                   |
| Plus tôt                          | Alexandra Stéliski               |                 | 2020                   |
| Fallait y aller                   | Loud                             |                 | 2020                   |
| Sometimes, all the time           | Loud et Charlotte Cardin         |                 | 2020                   |
| Devenir immortel (et puis mourir) | Loud                             |                 | 2020                   |
| Creature Comfort                  | Arcade Fire                      |                 | 2019                   |
| Keep the car running              | Arcade Fire                      |                 | 2019                   |
| Everything now                    | Arcade Fire                      |                 | 2019                   |
| Nouveaux riches                   | Loud                             |                 | 2019                   |